# Klimatische Einordnung italienischer Gemeinden
Italienische Gemeinden werden anhand der Classificazione climatica in sechs Klimazonen eingeteilt. Dabei handelt es sich um die Gesetzesverordnung Nr. 412 des Staatspräsidenten Oscar Luigi Scalfaro vom 26. August 1993.
Der Name des zu Grunde liegenden Gesetzes lautet: Verordnung mit Vorschriften über die Projektierung, die Installation, den Betrieb und die Wartung der Gebäudeheizungsanlagen betreffend die Einschränkung des Energieverbrauchs in Umsetzung des Art. 4. Abs. 4 Gesetz Nr. 10 vom 9. Januar 1991. Dabei wurden die über 8.000 italienischen Gemeinden durch die an die Verordnung beigelegte Tabelle in sechs Klimazonen unterteilt. Es wurde dazu eine Einteilung anhand der gradi-giorno (GG) (Gradtagzahlen) vorgenommen. Diese Maßzahl berechnet sich aus der Summe der Temperaturdifferenzen zwischen tagesdurchschnittlicher Außentemperatur und angestrebter Innentemperatur (festgelegt auf 20 °C) all derer Tage, an denen die Außentemperatur unterhalb der Heizgrenze (ebenfalls festgelegt auf 20 °C) liegt.
Die dadurch festgelegte Kategorisierung legt den Zeitraum fest, in dem es erlaubt ist, die Gebäudeheizung anzuschalten. Außerdem legt sie auch die maximale Heizdauer pro Tag fest. Die Bürgermeister der Gemeinden können im Falle bewiesener Notlagen die jährlichen Betriebszeiten und die täglichen Heizzeiten erweitern. Außerhalb dieser Zeitspannen dürfen die Heizungsanlagen nur im Falle von extremen Wetterbedingungen betrieben werden.
| Tabelle der Klimazonen |                         |                                |
| Klimazone              | Heizperiode             | Maximale Betriebsdauer pro Tag |
| A                      | 1. Dezember – 15. März  | 6 tägliche Stunden             |
| B                      | 1. Dezember – 31. März  | 8 tägliche Stunden             |
| C                      | 15. November – 31. März | 10 tägliche Stunden            |
| D                      | 1. November – 15. April | 12 tägliche Stunden            |
| E                      | 15. Oktober – 15. April | 14 tägliche Stunden            |
| F                      | keine Einschränkung     | keine Einschränkung            |